# Stade Félix Houphouët-Boigny
Stade Félix Houphouët-Boigny (poznat pod nadimkom Le Felicia) je višenamjenski stadion u Abidjanu, glavnom gradu Obale Bjelokosti. Na stadionu se mogu održavati nogometni, ragbijaški i atletski susreti. Također, Stade Félix Houphouët-Boigny je nacionalni stadion reprezentacije Obale Bjelokosti i nogometnog kluba ASEC Abidjan.
Stadion je dobio ime po prvom predsjedniku zemlje, Félixu Houphouëtu-Boignyju a ima kapacitet od 45.000 mjesta.

## Povijest
Stadion je izgrađen 1964. za potrebe "Igara Abidjana" a prije je bio poznat pod nazivom Stade Andre Geo dok je kasnije preimenovan po prvom predsjedniku Boignyju. S vremenom je Stade Félix Houphouët-Boigny postao nacionalni stadion na kojem su se igrale domaće utakmice reprezentacije Obale Bjelokosti.
Tribine stadiona su obojane u nacionalne boje (naranđasta, bijela i zelena) a travnjak obuhvaća međunarodne standarde.
Budući da je Obala Bjelokosti 1984. bila domaćin Afričkog kupa nacija, na stadionu su se igrale utakmice kontinentalnog prvenstva (kao i finale) a 2009. je nakon potpunog renoviranja stadiona ovdje igralo Afričko prvenstvo. Također, na stadionu je 9. listopada 1988. održan humanitarni koncert kojeg je organizirao Amnesty International. Na koncertu su sudjelovale pjevačke zvijezde Bruce Springsteen, Sting i drugi.
29. ožujka 2009. na stadionu se igrala kvalifikacijska utakmica za SP 2010. između Obale Bjelokosti i Malavija. Prije početka utakmice došlo do masovnog stampeda u kojem je poginulo 19 ljudi dok ih je 130 ozlijeđeno.